# Daniel Chiriță
Daniel Chiriță est un footballeur roumain né le 24 mars 1974 à Ploiești. Il évoluait au poste de défenseur. 

## Biographie
Daniel Chiriță joue en Roumanie, en Ukraine et en Russie.
Il joue 47 matchs en première division russe entre 2002 et 2004 avec le club du Zénith Saint-Pétersbourg, inscrivant deux buts.
Au sein des compétitions continentales européennes, il dispute 12 matchs en Coupe de l'UEFA, et trois en Coupe des coupes.

## Palmarès

### Club
- Petrolul Ploiești
  - Vainqueur de la Coupe de Roumanie en 1995.
  - Finaliste de la Supercoupe de Roumanie en 1995.

- Rapid Bucarest
  - Champion de Roumanie en 1999
  - Vainqueur de la Supercoupe de Roumanie en 1999.
  - Vainqueur de la Coupe de Roumanie en 2002.

- Zénith Saint-Pétersbourg
  - Vainqueur de la Coupe de la Ligue en 2003.
  - Vice-champion de Russie en 2003.